# Mihail Kogălniceanu (gmina Șuțești)
Mihail Kogălniceanu – wieś w Rumunii, w okręgu Braiła, w gminie Șuțești. W 2011 roku liczyła 377 mieszkańców.